# Kalkar
Kalkar település Németországban, azon belül Észak-Rajna-Vesztfália tartományban. Lakosainak száma 14 199 fő (2023. december 31.). Kalkar Kleve, Bedburg-Hau, Emmerich am Rhein és Rees községekkel határos.

## Népesség
A település népességének változása:
| Lakosok száma | 10 845 | 13 880 | 13 868 | 13 902 | 13 953 | 14 191 | 14 199 |
|               | 1975   | 2016   | 2017   | 2019   | 2021   | 2022   | 2023   |